# Lineus marisalbi
Lineus marisalbi — вид неозброєних немертин родини Lineidae ряду Heteronemertea.

## Поширення
Вид зустрічається у арктичних морях біля берегів Європи. Типовим місцезнаходженням є Біле море, на що вказує назва виду.